# Out Dubs Tarn
Der Out Dubs Tarn ist ein See im Lake District, Cumbria, England. Der See liegt südlich des Esthwaite Water.  Der Cunsey Beck bildet sowohl seinen einzigen Zufluss an seinem nördlichen Ende, wie auch seinen einzigen Abfluss am südlichen Ende.